# Setouchi
Setouchi (Japans: 瀬戸内市, Setouchi-shi) is een stad in de Japanse prefectuur Okayama. Begin 2014 telde de stad 37.278 inwoners.

## Geschiedenis
Op 1 november 2004 kreeg Setouchi het statuut van stad (shi). De stad ontstond die dag door het samenvoegen van de gemeenten Oku (邑久町), Osafune (長船町) en Ushimado (牛窓町).

## Partnersteden
- Mytilini, Griekenland sinds 1982
- Horokanai, Japan sinds 1989
- Tsushima, Japan sinds 1996

Steden:
Akaiwa · Asakuchi · Bizen · Ibara · Kasaoka · Kurashiki · Maniwa · Mimasaka · Niimi · Okayama (hoofdstad) · Setouchi · Soja · Takahashi · Tamano · Tsuyama

Districten:
Aida · Asakuchi · Kaga · Katsuta · Kume · Maniwa · Oda · Tomata · Tsukubo · Wake
Gemeenten per district